# Nomada posthuma
Nomada posthuma är en biart som beskrevs av Blüthgen 1949. Nomada posthuma ingår i släktet gökbin, och familjen långtungebin. Inga underarter finns listade i Catalogue of Life.